# Liesl Kolbisen
Liesl Kolbisen (1976) es una deportista estadounidense que compitió en natación. Ganó tres medallas en el Campeonato Pan-Pacífico de Natación de 1999, oro en 4 × 100 m libre y 4 × 100 m estilos y bronce en 50 m libre.

## Palmarés internacional
| Campeonato Pan-Pacífico | Campeonato Pan-Pacífico | Campeonato Pan-Pacífico | Campeonato Pan-Pacífico |
| Año                     | Lugar                   | Medalla                 | Prueba                  |
| ----------------------- | ----------------------- | ----------------------- | ----------------------- |
| 1999                    | Sídney (Australia)      | Medalla de oro          | 4 × 100 m libre         |
| 1999                    | Sídney (Australia)      | Medalla de oro          | 4 × 100 m estilos       |
| 1999                    | Sídney (Australia)      | Medalla de bronce       | 50 m libre              |